# Prowincja Piacenza
Prowincja Piacenza (wł. Provincia di Piacenza) – prowincja we Włoszech. 
Nadrzędną jednostką podziału administracyjnego jest region (tu: Emilia-Romania), a podrzędną jest gmina.
Liczba gmin w prowincji: 48.
Jednak jedna z gmin prowincji Piacenza o nazwie Corte Brugnatella posiada dwie eksklawy o nazwach: Lama Superiore oraz Valle Inferiore, które są dookoła otoczone przez prowincję Pawia (Lombardia).